# فرودگاه کرک
فرودگاه کرک (به انگلیسی: Cork Airport) (به زبان بومی: Aerfort Chorcaí) یک فرودگاه همگانی مسافربری با کد یاتا ORK است که یک باند فرود آسفالت دارد و طول باند آن ۲۱۳۳ متر است. این فرودگاه در شهر کورک کشور ایرلند قرار دارد و در ارتفاع ۱۵۳ متری از سطح دریا واقع شده‌است.

## شرکت‌های هواپیمایی و مقصدهای پروازی
The following airlines operate regular scheduled and charter flights at Cork Airport:
| شرکت‌های هواپیمایی                                          | مقصدهای پروازی |
| ---------------------------------------------------------- | --- |
| ایر لینگاس                                                 | اسخیپول آمستردام، لانزاروته، هیترو لندن، مالاگا، مونیخ، شارل دوگل پاریس فصلی: آلیکانته-الچه، بارسلونا-ال پرات، دوسلدورف، فارو، گرن کناریا، پالما د مایورکا، تنریف جنوبی چارتر فصلی: رونیمی, زالتسبورگ                                 |
| Aer Lingus Regional اجرا توسط استوبارت ایر                 | بیرمنگام، بریستول، ادینبرو، گلاسگو، منچستر، نیوکاسل, ساوت‌همپتون فصلی: نیوکوئی کورنوال, رن - سن-ژاک |
| آلبااستار                                                  | چارتر فصلی: پالما د مایورکا |
| ای‌اس‌ال ایرلاینز ایرلند                                     | چارتر فصلی: رئوس |
| فلای‌بی                                                     | کاردیف |
| ایبریا اکسپرس                                              | فصلی: مادرید-باراخاس |
| نروجین ایر شاتل اجرا توسط Norwegian Air International      | تی. اف. گرین |
| رایان‌ایر                                                   | گدایسک لخ والسا، گرن کناریا، لانزاروته، جان لنون لیورپول، گاتویک، استانستد لندن، مالاگا، تنریف جنوبی، وروتسواف کوپرنیکوس فصلی: آلیکانته-الچه، اوریو آل سریو، بوردو–مریگناک، کارکاسون، فارو، جیرونا-کاستا براوا، پالما د مایورکا، رئوس |
| سوئیس اینترنشنال ایرلاینز اجرا توسط سوئیس گلوبال ایر لاینز | فصلی: زوریخ |
| ولوتی                                                      | فصلی: ورونا چارتر فصلی: پالما د مایورکا |
| واو ایر                                                    | فصلی: کفلاویک |
| واو ایر اجرا توسط Avion Express                            | فصلی: کفلاویک |